# 日銀ダイヤ作戦
『日銀ダイヤ作戦』（にちぎんだいやさくせん）は、大藪春彦のハードボイルド小説。

## 概要
「伊達邦彦シリーズ」長編第3作目である。前作『諜報局破壊班員』で英国秘密諜報部員となった邦彦が、今度は日本に舞い戻ってくる。
短編「汚れた宝石」（雑誌掲載時「日銀ダイヤ作戦」）を元とした長編。

## あらすじ
伊達邦彦が、英国秘密諜報部破壊活動班員として日本に帰ってきた。任務は、マフィア団のダイヤ強奪計画に協力し、敵を安心させたところでダイヤを取り戻し、マフィアを壊滅させること。
邦彦に忍び寄る刺客。マフィアと同じようにダイヤを狙い、各国が策謀を巡らす中、邦彦はマフィアに接近。英国秘密諜報部員を辞めたいので、マフィアの仲間入りをさせてくれ、日銀ダイヤ強奪計画にも加担する、と言うが信じてもらえず、拷問される。拷問によって邦彦の秘書・リンダは死亡、彼女がCIAのスパイであることがわかる。また、邦彦は諜報部からの指令までは白状するが、自分は諜報部員を辞めたいとの嘘でマフィアたちを説得し、仲間となることに成功した。
周到な準備をし襲撃に備えるマフィア。ついにその決行が来る。金庫破りの手も借りダイヤを奪う。しかし、邦彦はマフィアに殺されかかる。奴らは邦彦を利用してから結局は始末するつもりだったのだ。が、邦彦が拳銃に細工をしておいたため、難を逃れる。
そのとき、日銀の屋上に4台のヘリコプターが飛んできた。マフィアたちのヘリだった。奪ったダイヤを取引相手の「ムッシュー・ジューエル」に渡すために来たのだ。そのうちの1台を奪いマフィアたちを追跡する邦彦。しかし、撃墜されてしまう。漁船に乗り込み一命を取りとめ、地上へと上がる。諜報部の新秘書と落ち合ったが、飲んだ水の中に睡眠薬が仕込まれていた。
目覚めると上司のパーキンスの姿。彼は中国の工作員で、マフィアたちと同じようにダイヤを狙っていたのだ。CIAとソ連がダイヤの奪い合いをしている無人島の中に乗り込み、ダイヤを奪うという計画に協力させられる邦彦。しかし、彼は戦闘が始まっても岩の陰に隠れて様子を見るだけであった。中国側の力が尽きかけたところを見計らい、一気に生き残りを始末する邦彦。この任務が完了したら、諜報部員を本当に辞めようと思う彼であった。

## 出版履歴
- 1969年から1970年まで、プレイコミックに「日銀ダイヤ作戦」の題で連載。
- 1970年、光文社より『日銀ダイヤ作戦』（新書版）刊行。
- 1980年、角川書店より『日銀ダイヤ作戦』（文庫版）刊行。
- 1994年、光文社より、『日銀ダイヤ作戦 伊達邦彦全集(4)』（文庫版）刊行。